# Salsola oppositifolia
Salsola oppositifolia är en amarantväxtart som beskrevs av René Louiche Desfontaines. Salsola oppositifolia ingår i släktet sodaörter, och familjen amarantväxter. Inga underarter finns listade i Catalogue of Life.

## Bildgalleri

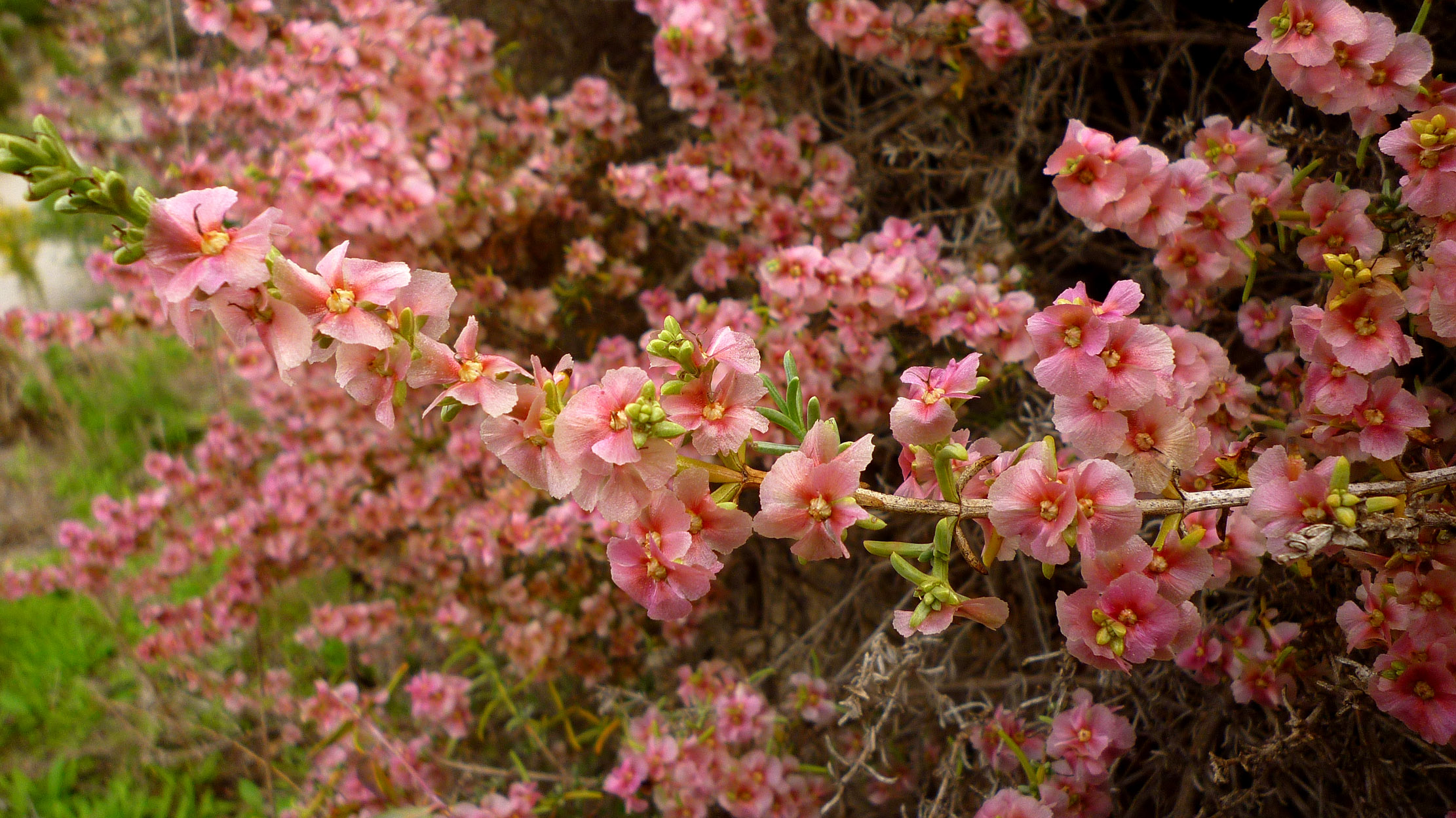
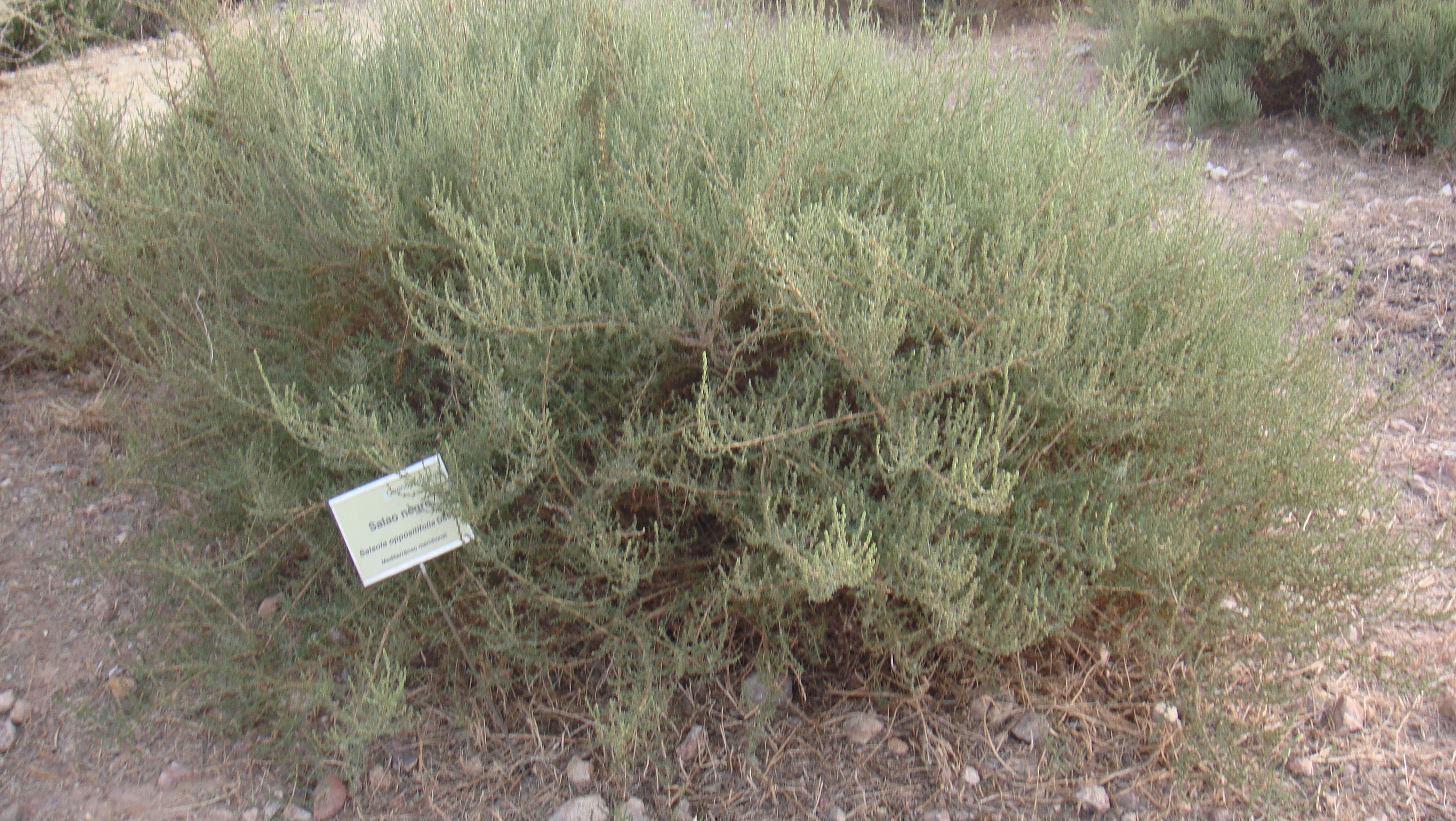
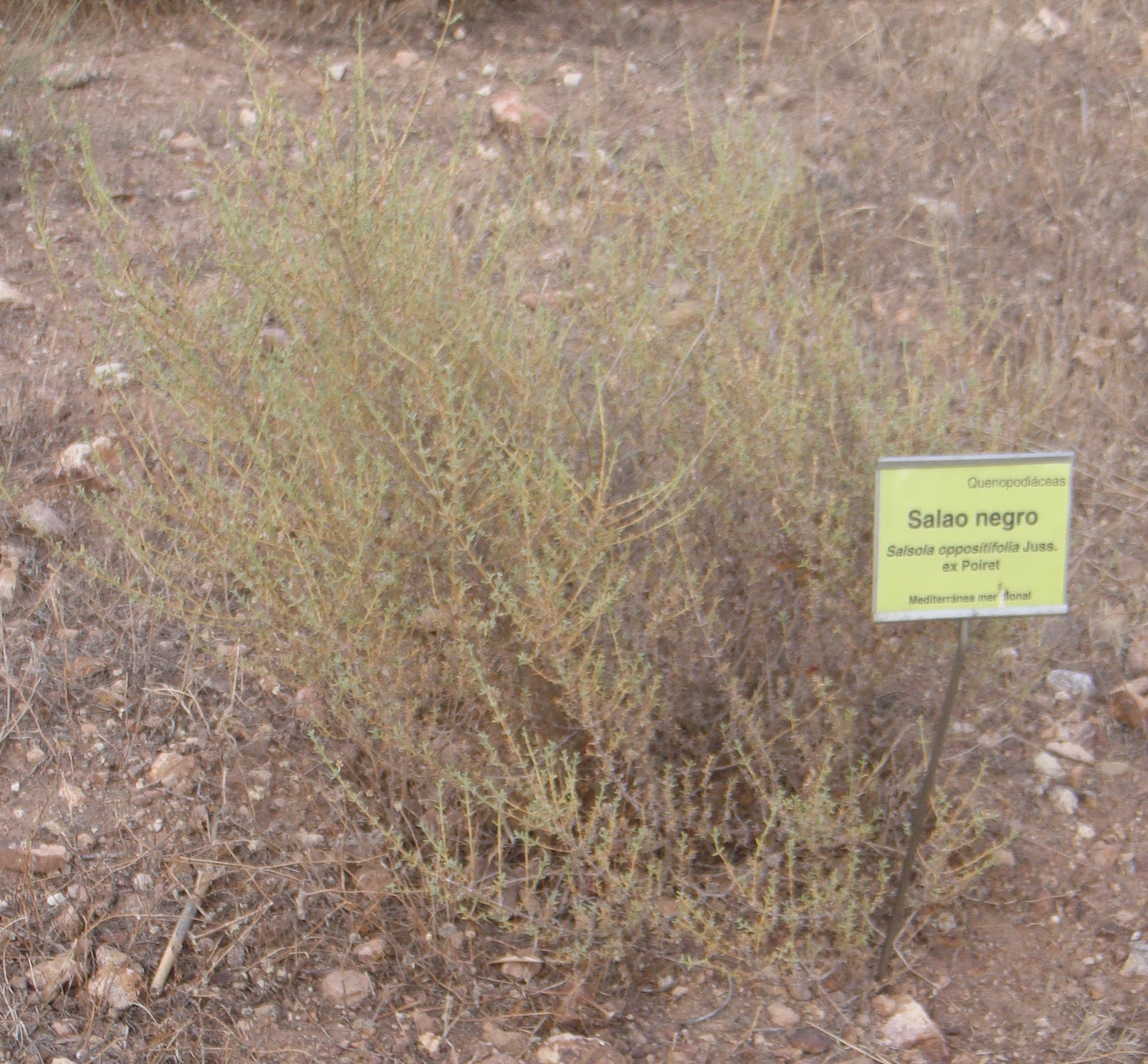
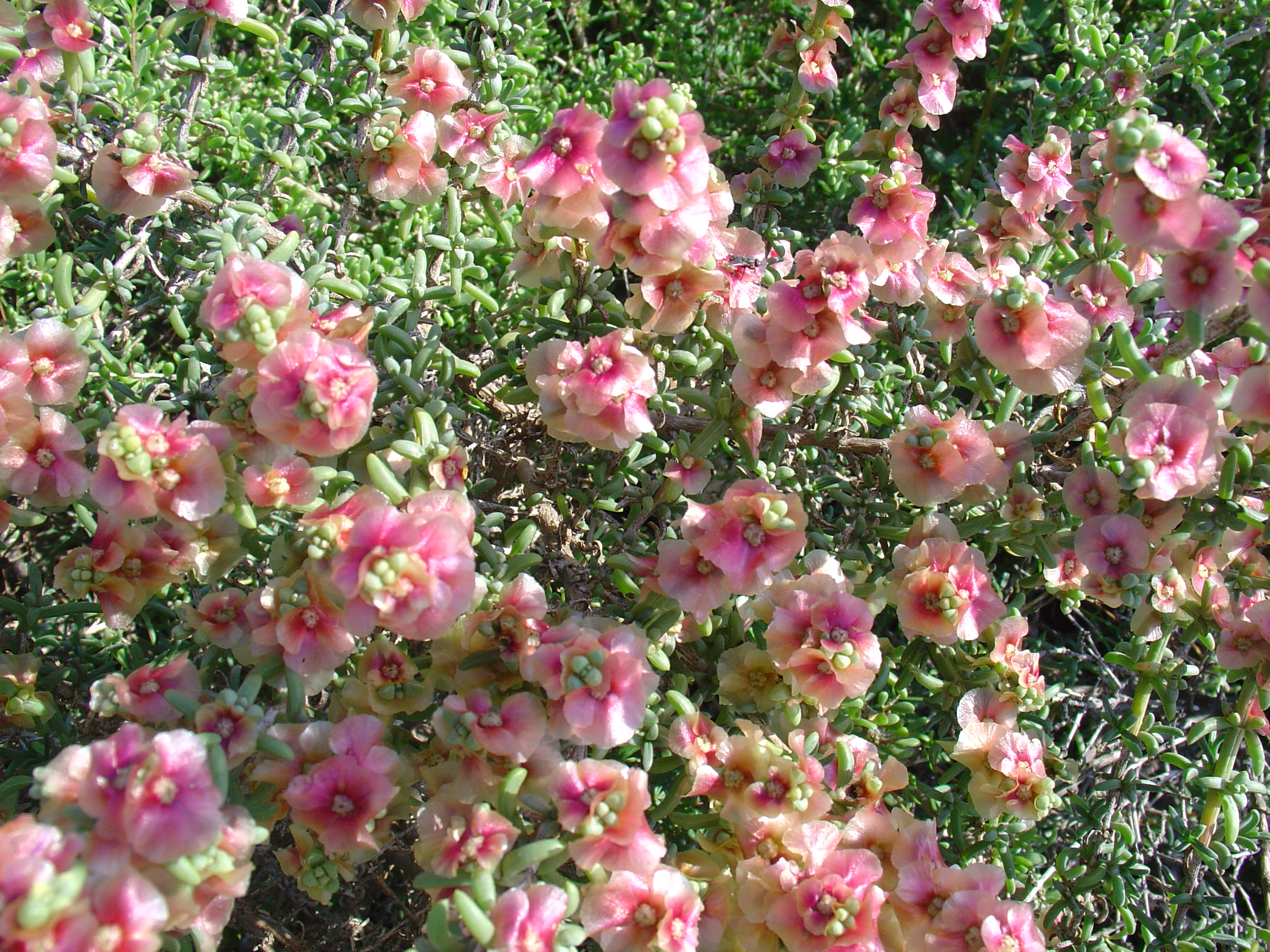
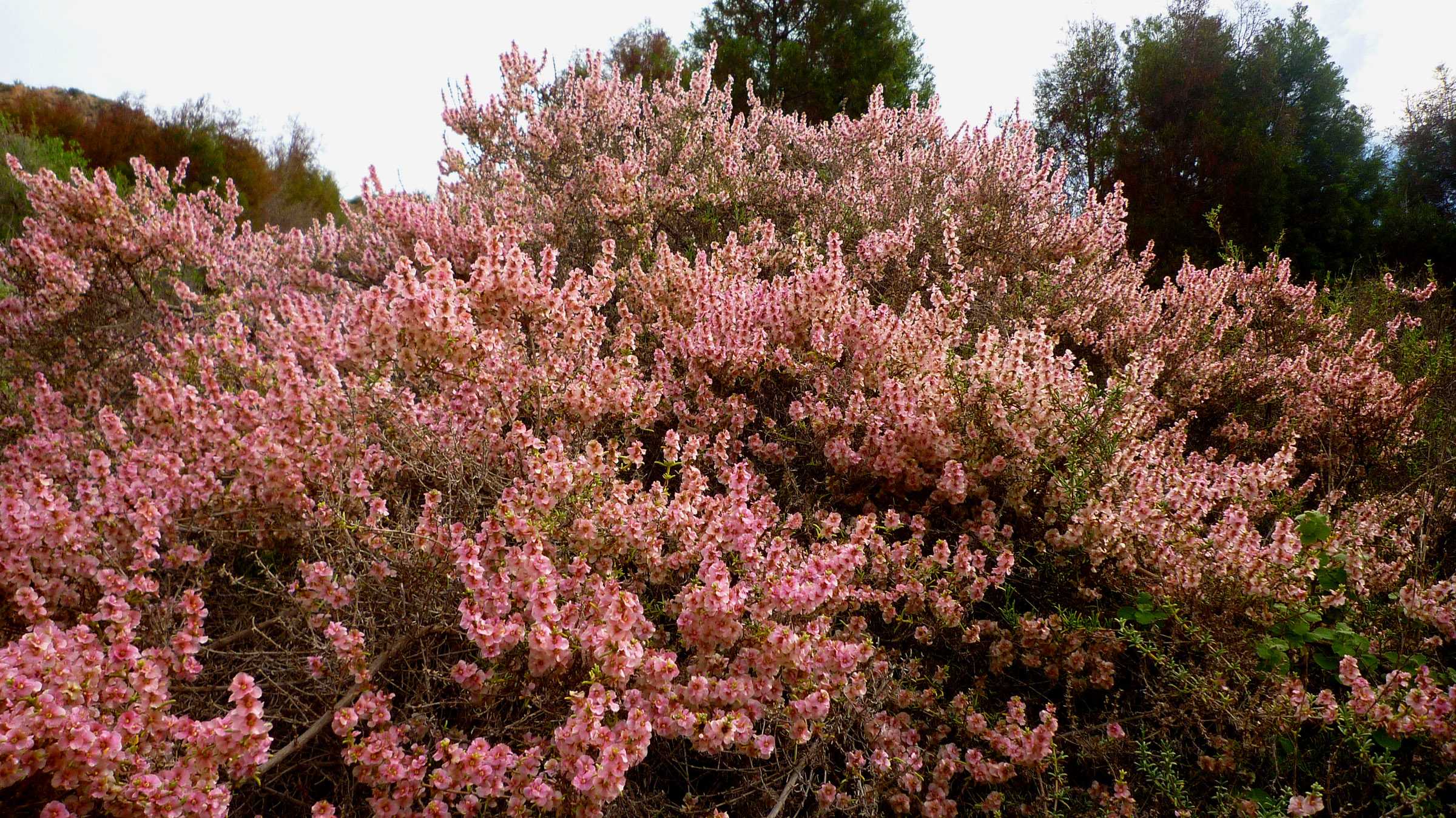
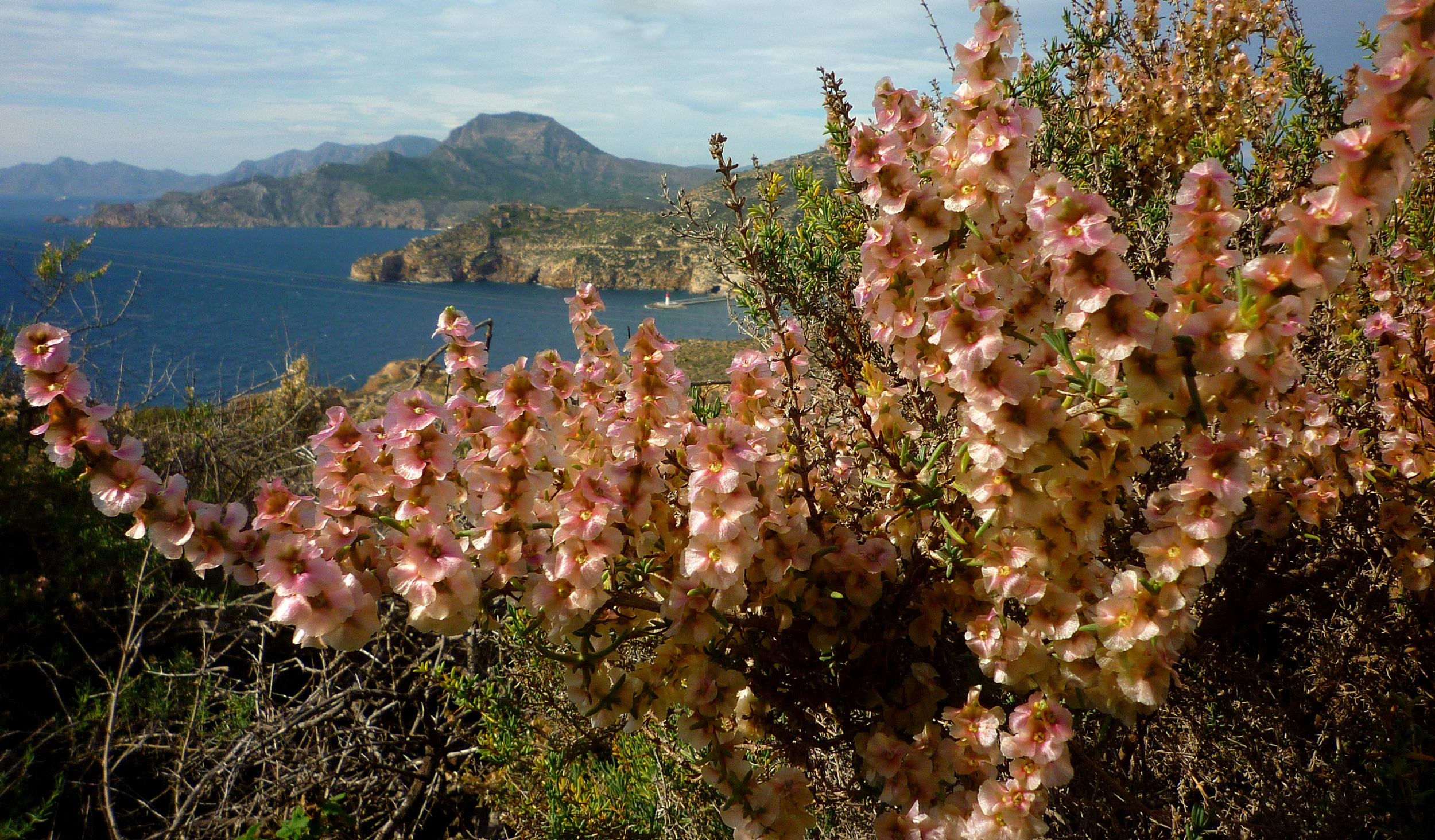